# 分布容積
分布容積（ぶんぷようせき、英: volume of distribution、Vd）とは薬物が瞬時に血漿中と等しい濃度で各組織に分布すると仮定したときに求められる容積 (L/kgあるいはmL/g)。体内において薬物の分布する実体積を示すパラメータではない。1-コンパートメントモデルに従う薬物の場合、ある時間における体内薬物量 (X) を血漿中濃度 (Cp) で割った値が分布容積である。
{\displaystyle V_{d}={\frac {X}{C_{p}}}}
分布容積から薬物の組織への移行のしやすさを推定することができる。例えば、分布が血漿中だけに限られる場合は分布容積は血液量と一致する (0.05 - 0.06 L/kg)。例えば、エバンスブルーはほとんど組織に移行せず血漿中に分布する性質を持つ。一方、臓器に高濃度に蓄積する薬物の場合には血漿中濃度が小さくなり、分布容積が1 L/kgを超える場合もある。分布容積が大きな薬物の例としてチオペンタールやジゴキシン、イミプラミン、クロロキン、アジスロマイシン、アミオダロンなどが挙げられる。

## 分布平衡
血漿中タンパク質や組織内タンパク質との結合は、薬物の分布に大きく関わる。血漿中タンパク質との結合が起こりやすい場合、組織内へ移行しにくくなるため、分布容積は小さい。反対に組織内タンパク質との結合率が高いと、組織内に溜まりやすいため、分布容積は大きくなる。
血漿中、組織中のタンパク非結合率をそれぞれ、{\displaystyle f_{u,p}}、{\displaystyle f_{u,T}}とすると、以下の式が成り立つことが知られている。
{\displaystyle V_{d}=V_{p}+V_{T}{\frac {f_{u,p}}{f_{u,T}}}}
このことからも、血漿タンパク結合率が小さい ({\displaystyle f_{u,p}}が大きい) ほど分布容積は大きくなることが分かる。特に、{\displaystyle f_{u,T}}が0に近づくにつれて分布容積は極端に増加する。これは、組織に移行した後に、組織内タンパク質と結合しやすい薬物は非常に大きい分布容積を示すことを意味している。(例えば、ジゴキシンの分布容積は成人でおよそ400 Lである)